# Xanthoepalpodes bischofi
Xanthoepalpodes bischofi là một loài ruồi trong họ Tachinidae.